# Selama Mint Cheikhne Ould Lemrabott
Selama Mint Cheikhne Ould Lemrabott (Tintane, 31 de diciembre de 1973) es una política mauritana, Ministra de Asuntos Sociales, Infancia y Familia.

## Trayectoria
Licenciada en Ciencias Económicas por la Universidad de Nuakchot, ha sido profesora en Nouadhibou, Sebkha y Zouérate. Desde el 31 de agosto de 2008 es Ministra de Asuntos Sociales, Infancia y Familia en el gobierno bajo control militar surgido tras el golpe de Estado de ese mismo año, con Mulay Uld Mohamed Laghdaf como primer ministro.